# اندازه مغز

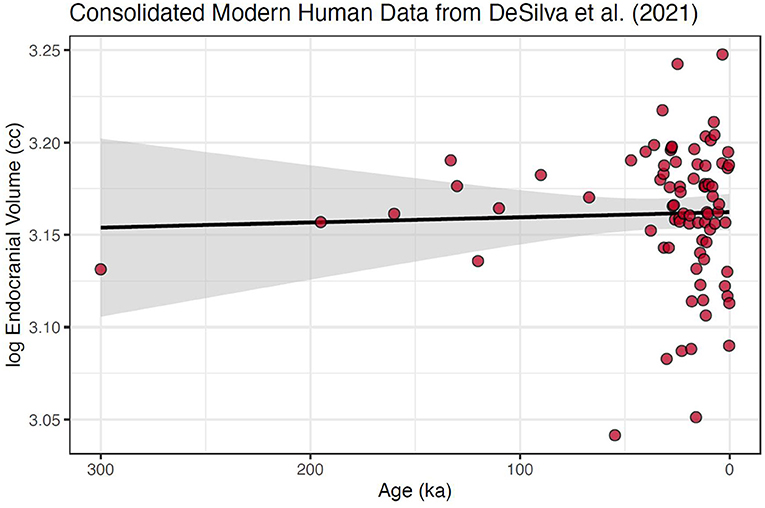
اندازه جمجمه انسان مدرن بیش از ۳۰۰ کا گذشته با استفاده از داده‌های ادغام‌شده به میانگین‌های ۱۰۰ ساله بر اساس یک مطالعه در سال 2022

اندازه مغز موضوع پرتکرار مطالعه در زمینه‌های کالبدشناسی، انسان‌شناسی زیستی، علوم جانوری و تکامل است. اندازه مغز گاهی با وزن و گاهی با حجم (از طریق اسکن MRI یا حجم جمجمه) اندازه‌گیری می‌شود. از آزمایش هوش تصویربرداری عصبی می‌توان برای مطالعه اندازه‌گیری‌های حجمی مغز استفاده کرد. در مورد «آزمایش هوش»، پرسشی که به کرات مورد بررسی قرار گرفته‌است، رابطه اندازه مغز با هوش است. این پرسش کاملاً بحث‌برانگیز است. اندازه‌گیری اندازه مغز و ظرفیت جمجمه نه تنها برای انسان، بلکه برای همه پستانداران مهم است.
| نام             | اندازه مغز (سانتی‌متر۳) |
| --------------- | ---------------------- |
| انسان ماهر      | ۵۵۰–۶۸۷                |
| انسان کارورز    | ۷۰۰–۹۰۰                |
| انسان راست‌قامت  | ۶۰۰–۱۲۵۰               |
| انسان هایدلبرگی | ۱۱۰۰–۱۴۰۰              |
| انسان نئاندرتال | ۱۲۰۰–۱۷۵۰              |
| انسان خردمند    | ۱۴۰۰                   |
| انسان فلورسی    | 417                    |

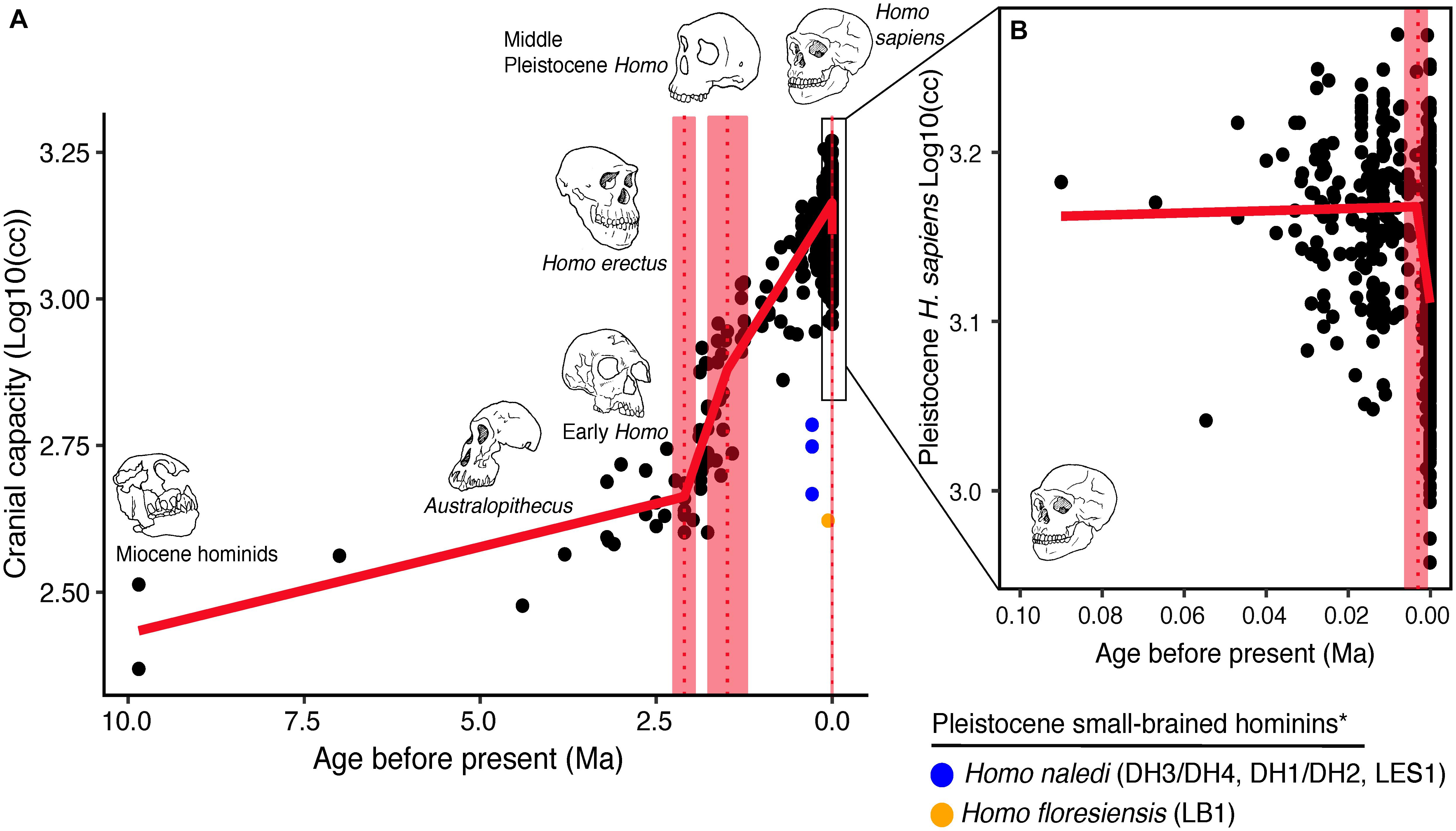
روند تکامل اندازه مغز انسانیان

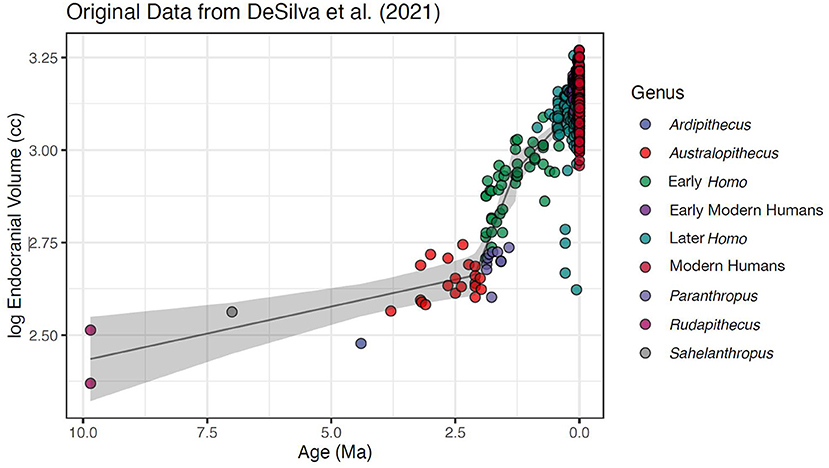
نمونه‌هایی از تجزیه و تحلیل اندازه مغز انسان در طول ۹٫۸ میلیون سال نشان داده شده در تصویر بالا

در سال‌های اخیر، آزمایش‌هایی برای نتیجه‌گیری دربارهٔ اندازه مغز در ارتباط با جهش ژنی که باعث میکروسفالی، یک ناهنجاری رشد عصبی که بر حجم قشر مغز تأثیر می‌گذارد، انجام شده‌است.

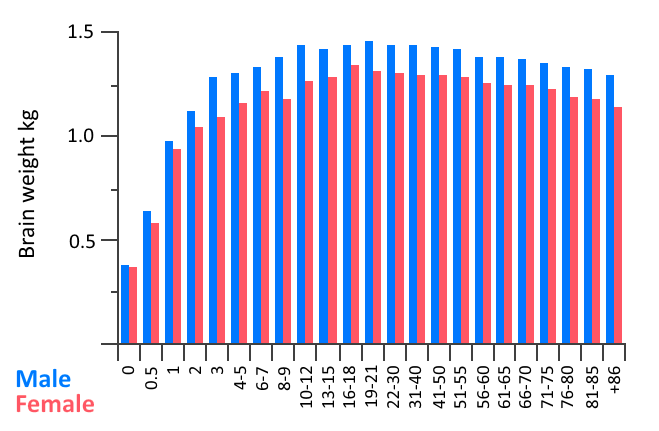
میانگین وزن مغز برای مردان و زنان در طول عمر. از مطالعه تغییرات وزن مغز در طول عمر انسان.

نمونه‌هایی از ظرفیت جمجمه
- اورانگوتان‌ها: ۲۷۵–۵۰۰ مترسانتی مکعب (۱۶٫۸–۳۰٫۵ اینچ مکعب)
- شامپانزه‌ها: ۲۷۵–۵۰۰ مترسانتی مکعب (۱۶٫۸–۳۰٫۵ اینچ مکعب)
- گوریل‌ها: ۳۴۰–۷۵۲ مترسانتی مکعب (۲۰٫۷–۴۵٫۹ اینچ مکعب)